# Vincenz Hrubý
Vincenz Hrubý est un joueur d'échecs austro-hongrois né le 9 septembre 1856 à Křivsoudov en Bohême et mort le 16 juillet 1917 à Trieste.

## Biographie
Vincenz Hrubý était maître d'école à Trieste. Ses principaux résultats aux échecs furent obtenus à Vienne.

## Tournois d'échecs
Vincenz Hrubý a participé à trois tournois :
- le tournoi du club d'échecs de Vienne 1882 : il finit premier avec 6 points sur 9 devant Adolf Schwarz et Berthold Englisch, Moritz Porges, Miksa Weiss, Philip Meitner et Alexander Wittek[2],[3] ;
- le tournoi international de Vienne en mai-juin 1882 : onzième sur dix-huit joueurs avec 16 points sur 33 et des victoires sur Wilhelm Steinitz, James Mason et Joseph Henry Blackburne[4] ;
- le congrès allemand d'échecs de 1883 à Nuremberg : dixième ex æquo avec Miksa Weiss sur dix-neuf joueurs avec 9 points sur 19[5].

## Matchs
Vincenz Hrubý a remporté deux matchs :
- victoire sur Berthold Englisch à Vienne en 1882 (+3, −1, =1)[3] ;
- victoire sur Adolf Albin à Vienne en 1891 (+5, −3, =1)[6].